# Jean-Pierre de Vincenzi
Jean-Pierre de Vincenzi, (nacido el 27 de marzo de 1957 en Marmande, Francia) es un entrenador y dirigente de baloncesto francés. Fue medalla de plata como seleccionador de Francia en los Juegos Olímpicos de Sídney 2000.